# 8人の反逆者

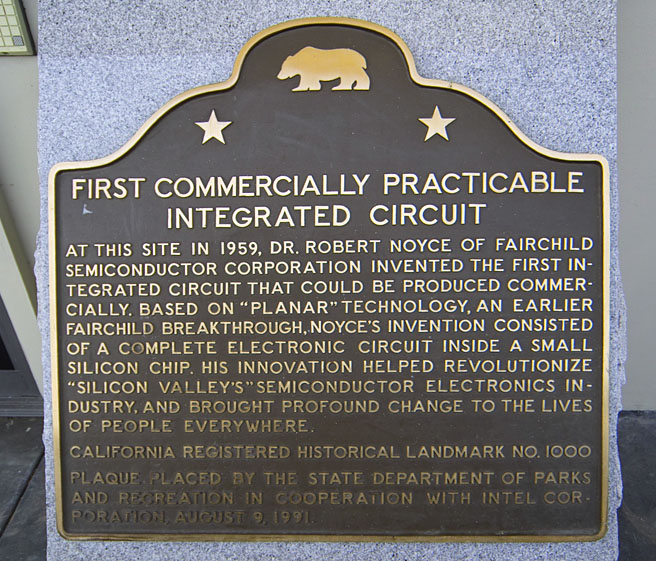
「8人の反逆者」がフェアチャイルドを創業し、世界初の商用集積回路を生み出した場所を示す記念碑

8人の反逆者（英語: traitorous eight）は、半導体産業の黎明期である1957年に、アメリカ合衆国でショックレー半導体研究所を退社しフェアチャイルドセミコンダクターの設立に参加した人物たち。
ジュリアス・ブランク、ヴィクター・グリニッチ、ジャン・ヘルニ、ユージーン・クライナー、ゴードン・ムーア、シェルドン・ロバーツ、ジェイ・ラスト、ロバート・ノイスの8人。ウィリアム・ショックレーは彼らの退社を「裏切り」と呼んだが、8人はシャーマン・フェアチャイルドと合意に至り、フェアチャイルドセミコンダクターを設立した。この企業は急速に半導体産業のリーダーとして成長し、シリコンバレーに於けるインキュベーターとしてインテルやAMDなど多くの企業の創業に貢献した。

## 概要
1956年にベル研究所を辞めたウィリアム・ショックレーは彼と同じカリフォルニア工科大学の卒業生であり、1934年にpHメーターを開発したアーノルド・ベックマンの支援を得て自身が培った半導体の素子を製造する企業を設立しようとしていた。かつての古巣であるベル研究所の元同僚達に参加を打診したものの、当時は東海岸が半導体関連の先端の地域であったうえ、同僚はショックレーの管理手法を知っていたこともあり、誰も応じようとはしなかった。ベル研究所の仲間を獲得できなかったので優秀な人材を確保するためにショックレーは全国を回った。ショックレー自身は既にトランジスタ開発の第一人者として名声が行き渡っており、彼の管理手法を知らない外部からの人材募集は容易で、25人が集まった。
従業員達は一部を除き、半導体に関する知識はあまり持ち合わせていなかったものの、何れもそれぞれの分野で学位を有する優秀な若者達だったので短期間で半導体技術を習得した。しかし、ショックレーの管理手法は従業員達との間に徐々に軋轢を生じ始めた。
1957年にショックレーが独断でシリコントランジスタの開発を放棄して4層ダイオードの開発を進めるように方針を転換したところ、ジュリアス・ブランク、ヴィクター・グリニッチ、ジャン・ヘルニ、ユージーン・クライナー、ゴードン・ムーア、シェルドン・ロバーツ、ジェイ・ラストたちが反発した。この時点ではロバート・ノイスはまだ決心していなかった。ムーアは1957年5月29日にアーノルド・ベックマンと協議して管理体制を改善しようとしたものの、徒労に終わり、そのため、彼ら8人は離脱に向けて動き始めた。彼らの代表がフェアチャイルド・カメラ・アンド・インスツルメンツの創業者であるシャーマン・フェアチャイルドに会って状況を説明して、フェアチャイルドセミコンダクターが創業されることになった。
1957年9月18日に8人はショックレー半導体研究所を退社し、翌日に8人はフェアチャイルドセミコンダクターの設立に関する契約書に署名した。彼らは二重拡散法と化学エッチングによるメサ形シリコントランジスタの量産方法を開発した。しかし、メサ形トランジスタにはいくつか欠点もあったので1958年にプレーナー形トランジスタの製造技術を確立して高性能なトランジスタが大量生産されるようになった。
フェアチャイルドセミコンダクターの親会社の社長のジョン・カーターは半導体事業で得られた利益を再投資せずに他の事業の買収に費やした。また、シャーマン･フェアチャイルドも従業員へのストックオプションの贈与には消極的だったので徐々に創業メンバーを含む従業員たちの不満が高まった。
その後、反逆者たちは独立したり転職によりフェアチャイルドから退社する。1960年代後半になると、ノイスとムーアが同社を辞めて、インテルを設立することになる。